# Geissorhiza spiralis
Geissorhiza spiralis là một loài thực vật có hoa trong họ Diên vĩ. Loài này được (Burch.) de Vos ex Goldblatt miêu tả khoa học đầu tiên năm 1985.